# Волиніт

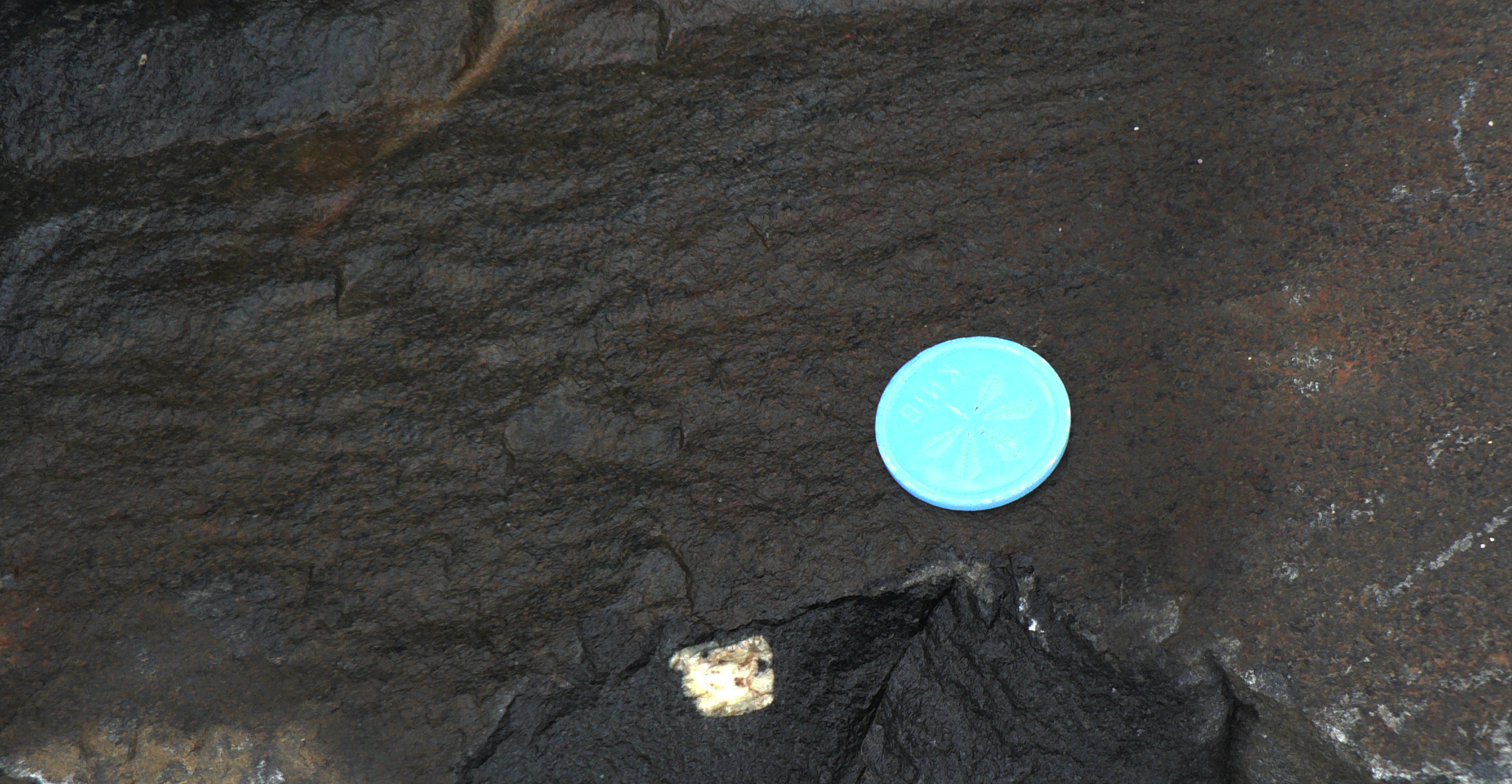
Рідкопорфіровий волиніт, малопотужна дайка в кар'єрі в с. Нараївка

Волиніт (рос. волинит, англ. volinite, нім. Volinit m) — магматична гірська порода, різновид порфіриту. Складається з плагіоклазу, хлориту, авгіту тощо. Колір червонуватий. На території України є в Житомирській області.